# Brusino Arsizio
Brusino Arsizio (lmo. Brüsìn) – miejscowość i gmina w południowej Szwajcarii, w kantonie Ticino, w okręgu (distretto) Lugano, w powiecie (circolo) Ceresio. Leży nad jeziorem Lago di Lugano.

## Demografia
W Brusino Arsizio mieszka 446 osób. W 2021 roku 24,7% populacji gminy stanowiły osoby urodzone poza Szwajcarią. 